# فرودگاه یائونده
فرودگاه یائونده  (به انگلیسی: Yaoundé Airport)  یک فرودگاه همگانی / نظامی  با کد یاتا YAO است که یک باند فرود آسفالت دارد و طول باند آن ۱۹۸۷ متر است. این فرودگاه در شهر یائونده، کامرون کشور کامرون قرار دارد و در ارتفاع ۷۵۱ متری از سطح دریا واقع شده است.